# Super Prestige Pernod 1969
De Super Prestige Pernod 1969 was de elfde editie van dit regelmatigheidsklassement in het wielrennen. Ten opzichte van het voorgaande jaar werd het Circuit des Six-Provinces–Dauphiné weer aan de kalender toegevoegd. Deze wedstrijd was in 1967 en 1968 niet georganiseerd, maar telde in 1967 (onder de naam Criterium du Dauphiné Libéré) ook al mee voor het klassement. In totaal telden er dit jaar negentien wedstrijden mee voor de Super Prestige Pernod.
Het eindklassement werd voor het eerst gewonnen door Eddy Merckx. Hij zou uiteindelijk zeven keer op rij de Super Prestige Pernod winnen. Merckx won zes koersen die meetelden voor het klassement, waaronder de Ronde van Frankrijk. Dit was Merckx' eerste Tourzege en hij werd daarmee de eerste Belgische naoorlogse Tourwinnaar. Merckx behaalde in het eindklassement van de Super Prestige Pernod bijna tweemaal zoveel punten als Girowinnaar Felice Gimondi die tweede werd. Herman Vanspringel - de winnaar van 1968 - eindigde als derde. Behalve de Super Prestige Pernod werden er nog twee andere prijzen uitgereikt: de Prestige Pernod voor Franse renners en de Promotion Pernod voor Franse renners onder de 25 jaar.

## Wedstrijden
| Datum           | Koers                                        | Winnaar             |
| --------------- | -------------------------------------------- | ------------------- |
| 10–16 maart     | Parijs-Nice (1969)                           | Eddy Merckx         |
| 19 maart        | Milaan-San Remo (1969)                       | Eddy Merckx         |
| 30 maart        | Ronde van Vlaanderen (1969)                  | Eddy Merckx         |
| 13 april        | Parijs-Roubaix (1969)                        | Walter Godefroot    |
| 20 april        | Waalse Pijl (1969)                           | Jos Huysmans        |
| 22 april        | Luik-Bastenaken-Luik (1969)                  | Eddy Merckx         |
| 1 mei           | Rund um den Henninger-Turm (1969)            | Georges Pintens     |
| 23 april–11 mei | Ronde van Spanje (1969)                      | Roger Pingeon       |
| 13–18 mei       | Vierdaagse van Duinkerke (1969)              | Alain Vasseur       |
| 25–31 mei       | Circuit des Six-Provinces–Dauphiné (1969)    | Raymond Poulidor    |
| 16 mei–8 juni   | Ronde van Italië (1969)                      | Felice Gimondi      |
| 5–8 juni        | Grand Prix du Midi Libre (1969)              | Luis Ocaña          |
| 28 juni–20 juli | Ronde van Frankrijk (1969)                   | Eddy Merckx         |
| 5–6 augustus    | Parijs-Luxemburg (1969)                      | Eddy Merckx         |
| 10 augustus     | Wereldkampioenschap op Circuit Zolder (1969) | Harm Ottenbros      |
| 7 september     | Bordeaux-Parijs (1969)                       | Walter Godefroot    |
| 28 september    | Parijs-Tours (1969)                          | Herman Vanspringel  |
| 11 oktober      | Ronde van Lombardije (1969)                  | Jean-Pierre Monseré |
| 19 oktober      | Grote Landenprijs (1969)                     | Herman Vanspringel  |

## Eindklassementen

### Individueel
| Plek | Renner             | Punten |
| ---- | ------------------ | ------ |
| 1    | Eddy Merckx        | 412    |
| 2    | Felice Gimondi     | 219    |
| 3    | Herman Vanspringel | 203    |
| 4    | Raymond Poulidor   | 198    |
| 5    | Walter Godefroot   | 150    |
| 5    | Roger Pingeon      | 150    |
| 7    | Rini Wagtmans      | 100    |
| 8    | Luis Ocaña         | 90     |
| 9    | Roger De Vlaeminck | 80     |
| 10   | Michele Dancelli   | 70     |
| 10   | Harm Ottenbros     | 70     |

- Prestige Pernod: Raymond Poulidor
- Promotion Pernod: Cyrille Guimard

1959 · 1960 · 1961 · 1962 · 1963 · 1964 · 1965 · 1966 · 1967 · 1968 · 1969 · 1970 · 1971 · 1972 · 1973 · 1974 · 1975 · 1976 · 1977 · 1978 · 1979 · 1980 · 1981 · 1982 · 1983 · 1984 · 1985 · 1986 · 1987